# Phyllomedusa bicolor
A Phyllomedusa bicolor, designada rã-kambo, rã-kambô, rã-cambô ou sapo-verde,  é uma perereca da família Phyllomedusidae e que é encontrada na Amazônia, no oeste e norte do Brasil, estendendo-se desde o norte da Bolívia, sudeste da Colômbia, leste do Peru, sul e leste da Venezuela e nas Guianas. Ocasionalmente é encontrada na vegetação ribeirinha do Cerrado.
A rã-kambo possui hábitos noturnos de caça de pequenos insetos, o que explica seu deslocamento arborícola. Já foi encontrada emitindo seu "canto" territorial ou de acasalamento, em árvores em floresta tropical úmida em alturas de mais de 2 metros acima da água próximas a uma lagoa da floresta (Duellman 1997). Gorzula e Señaris (1999) relataram o achado de ninho de folhas dessa espécie encontradas cerca de 2 m acima dos corpos hídricos da floresta. Os girinos desenvolvem-se em massas de água temporárias. Eles também são encontrados em matas de galeria no cerrado.
A criação e comercialização de anuros no Brasil é regulamentada pelo IBAMA. Essas espécies muitas vezes são alvo da biopirataria pois produzem secreções de substâncias que despertam interesses para o desenvolvimento de medicamentos, face à sua utilização medicinal entre índios da Amazônia, seringueiros, e mais recentemente por "curandeiros" nos centros urbanos.
Secreções da pele da barriga da rã são utilizadas por algumas tribos indígenas da Amazônia, como os índios katukinas, para acabar com a má sorte na pesca e na caça e também para acabar a "panema", o estado de espírito negativo que causa doenças, segundo as crenças de alguns povos indígenas. O veneno produzido pela rã-kambo inclui dermorfina e deltorfina que atuam nos receptores neuronais sensíveis aos opiáceos, podendo levar a uma alteração no nível de consciência. Os sintomas apresentados no envenenamento pelas substâncias da rã Kambo incluem forte diarreia, vômito e taquicardia.
Alguns componentes isolados da secreção da rã Kambo foram patenteados no passado. Os estudos são controversos, segundo alguns autores  estudos iniciados na década de 80 mostraram que nenhum dos pacientes teve sucesso com o tratamento experimental dessas substâncias e seu uso foi não recomendado pela medicina, contudo a deltorfina mostrou alguma eficácia e é comercializada como medicamento. Há relatos também, de que dermaseptinas possuem propriedades antibacterianas contra bactérias Gram-positivas e Gram-negativas na faixa de 3-25 μm, bem como atividade anti-protozoário, que foi investigada através de T. cruzi e cultivadas, tanto em meios de cultura de células como no sangue.
No Brasil a "vacina do sapo" in-natura é considerada como desprovida de comprovação científica e tanto o uso como a sua publicidade comercial estão proibidos desde 2004 pela Agência Nacional de vigilância sanitária.

## Ver também

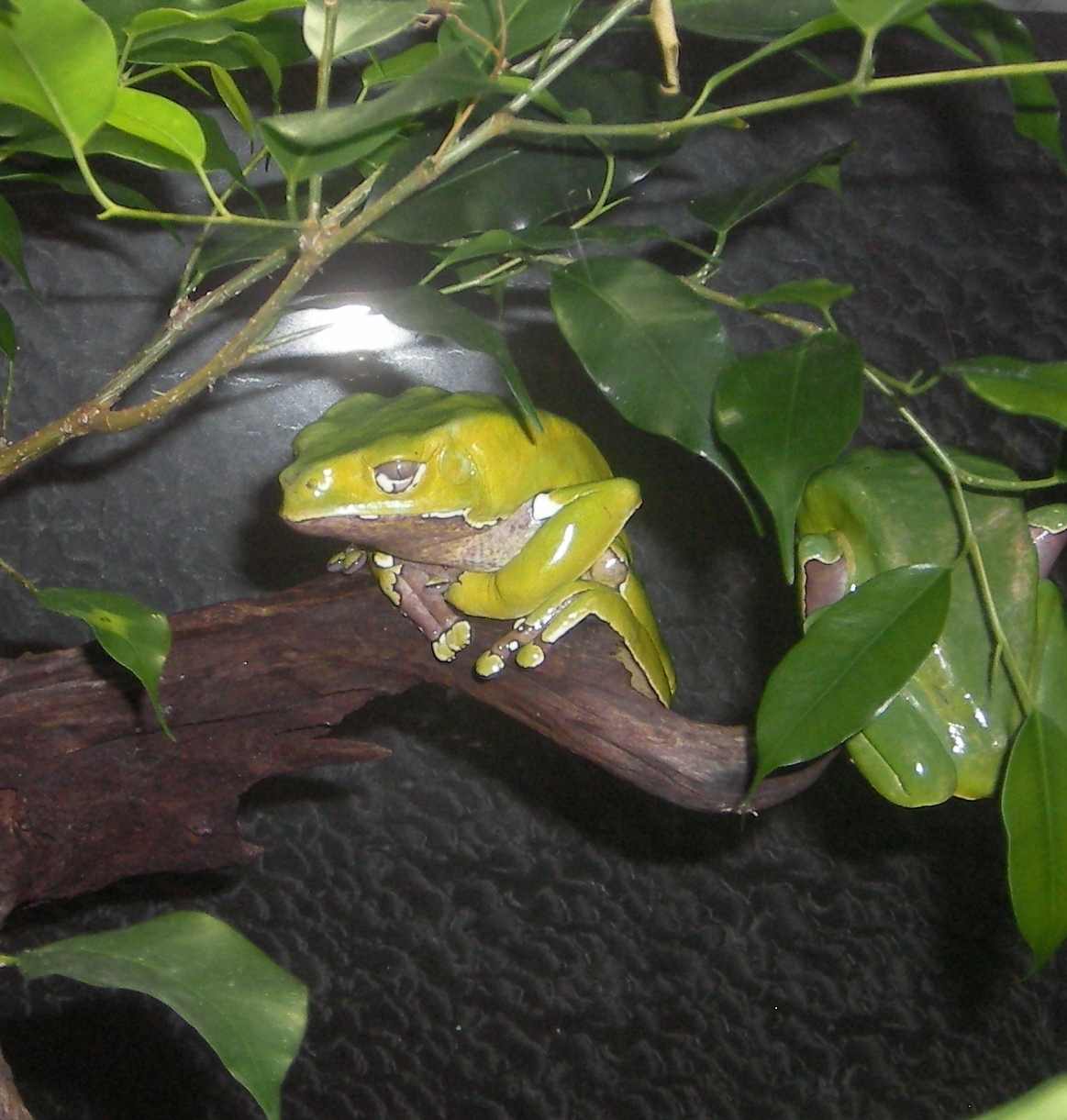
Phyllomedusa bicolor